# Крутец (Петровский район)
Крутец — деревня в Петровском районе Саратовской области, входит в состав сельского поселения Грачёвское муниципальное образование.

## География
Находится на расстоянии примерно 4 километра по прямой на север от районного центра города Петровск.

## История
Официальная дата основания 1840 год. Основана государственными крестьянами Петровского уезда как хутор. В 1859 17 дворов, 103 жителя, в 1884 году 200 жителей.

## Население
Постоянное население составило 168 человек (русские 89%) в 2002 году, 168 в 2010.